# Vepagunta
Vepagunta là một thị trấn thống kê (census town) của quận Visakhapatnam thuộc bang Andhra Pradesh, Ấn Độ.

## Nhân khẩu
Theo điều tra dân số năm 2001 của Ấn Độ, Vepagunta có dân số 26.881 người. Phái nam chiếm 51% tổng số dân và phái nữ chiếm 49%. Vepagunta có tỷ lệ 73% biết đọc biết viết, cao hơn tỷ lệ trung bình toàn quốc là 59,5%: tỷ lệ cho phái nam là 80%, và tỷ lệ cho phái nữ là 67%. Tại Vepagunta, 10% dân số nhỏ hơn 6 tuổi.